# Helge Haugen
Helge Haugen (Bergen, 15 febbraio 1982) è un ex calciatore norvegese, di ruolo centrocampista.

## Carriera

### Club

#### Åsane e Brann
Haugen iniziò la carriera con la maglia dello Åsane, formazione all'epoca militante nella 2. divisjon. Passò poi al Brann, squadra per cui debuttò nell'Eliteserien in data 5 maggio 2002, quando subentrò a Jonas Jonsson nel successo per 0-1 in casa del Bodø/Glimt. Il 3 agosto 2003 segnò la prima rete nella massima divisione norvegese, nel pareggio per 2-2 contro il Rosenborg. Il 7 novembre 2004 fu titolare nella finale dell'edizione stagionale della Coppa di Norvegia, vinta per 4-1 sul Lyn. In virtù di questo successo, l'11 agosto 2005 poté disputare il primo incontro nelle competizioni europee per club: fu infatti titolare nel pareggio a reti inviolate contro l'Allianssi, valido per il secondo turno di qualificazione alla Coppa UEFA 2005-2006. Nel corso del campionato 2007, il suo spazio in squadra diminuì.

#### Tromsø
Nel corso del 2007, allora, decise di trasferirsi a titolo definitivo al Tromsø. Esordì nella nuova squadra il 23 luglio dello stesso anno, nel pareggio in casa del Vålerenga per 2-2. Siglò la prima rete in data 31 agosto 2008, in un match di campionato contro il Lyn, terminato 3-3. Giocò con regolarità per i successivi tre anni e mezzo.

#### Hønefoss
Il 18 febbraio 2011 si trasferì in prestito allo Hønefoss. Debuttò il 3 aprile successivo, nel pareggio a reti inviolate sul campo del Sandefjord. Il 4 agosto realizzò il primo gol in squadra, nella sconfitta casalinga per 2-3 nella sfida di ritorno contro il Sandefjord. Contribuì alla promozione del club, che raggiunse il 1º posto finale in 1. divisjon. Due anni più tardi, la squadra retrocesse.

#### Sogndal
Il 19 novembre 2013, firmò un contratto biennale con il Sogndal, liberandosi dallo Hønefoss a parametro zero. L'accordo sarebbe stato valido a partire dalla riapertura del calciomercato, ossia dal 1º gennaio 2014. La squadra retrocesse a fine stagione. Nonostante avesse ancora un anno di contratto, Haugen lasciò l'attività agonistica per entrare nello staff tecnico del nuovo allenatore Eirik Bakke.

### Nazionale
Haugen giocò una partita per la Norvegia under 21: giocò infatti il match vinto per 3-1 sulla Scozia under 21.

## Statistiche

### Presenze e reti nei club
Statistiche aggiornate al 16 novembre 2014.
| Stagione        | Club            | Campionato      | Campionato | Campionato | Coppe nazionali | Coppe nazionali | Coppe nazionali | Coppe continentali | Coppe continentali | Coppe continentali | Supercoppe | Supercoppe | Supercoppe | Totale | Totale |
| Stagione        | Club            | Comp            | Pres       | Reti       | Comp            | Pres            | Reti            | Comp               | Pres               | Reti               | Comp       | Pres       | Reti       | Pres   | Reti   |
| --------------- | --------------- | --------------- | ---------- | ---------- | --------------- | --------------- | --------------- | ------------------ | ------------------ | ------------------ | ---------- | ---------- | ---------- | ------ | ------ |
| 2000            | Åsane           | 2D              | 16         | 2          | CN              | 1               | 0               | -                  | -                  | -                  | -          | -          | -          | 17     | 2      |
| 2001            | Åsane           | 2D              | 22         | 3          | CN              | ?               | ?               | -                  | -                  | -                  | -          | -          | -          | ?      | ?      |
| Totale Åsane    | Totale Åsane    | Totale Åsane    | 38         | 5          |                 | ?               | ?               |                    | -                  | -                  |            | -          | -          | ?      | ?      |
| 2002            | Brann           | ES              | 2          | 0          | CN              | 0               | 0               | -                  | -                  | -                  | -          | -          | -          | 2      | 0      |
| 2003            | Brann           | ES              | 19         | 1          | CN              | 4               | 0               | -                  | -                  | -                  | -          | -          | -          | 23     | 1      |
| 2004            | Brann           | ES              | 25         | 0          | CN              | 6               | 1               | -                  | -                  | -                  | -          | -          | -          | 31     | 1      |
| 2005            | Brann           | ES              | 15         | 0          | CN              | 4               | 0               | CU                 | 4                  | 0                  | -          | -          | -          | 23     | 0      |
| 2006            | Brann           | ES              | 23         | 1          | CN              | 4               | 0               | CU                 | 4                  | 0                  | -          | -          | -          | 31     | 1      |
| gen.-lug. 2007  | Brann           | ES              | 4          | 0          | CN              | 3               | 1               | -                  | -                  | -                  | -          | -          | -          | 7      | 1      |
| Totale Brann    | Totale Brann    | Totale Brann    | 88         | 2          |                 | 21              | 2               |                    | 8                  | 0                  |            | -          | -          | 117    | 4      |
| lug.-dic. 2007  | Tromsø          | ES              | 13         | 0          | CN              | 1               | 0               | -                  | -                  | -                  | -          | -          | -          | 14     | 0      |
| 2008            | Tromsø          | ES              | 26         | 1          | CN              | 4               | 0               | -                  | -                  | -                  | -          | -          | -          | 30     | 1      |
| 2009            | Tromsø          | ES              | 28         | 0          | CN              | 5               | 0               | UEL                | 3                  | 0                  | -          | -          | -          | 36     | 0      |
| 2010            | Tromsø          | ES              | 23         | 1          | CN              | 4               | 1               | -                  | -                  | -                  | -          | -          | -          | 27     | 1      |
| Totale Tromsø   | Totale Tromsø   | Totale Tromsø   | 90         | 2          |                 | 14              | 1               |                    | 3                  | 0                  |            | -          | -          | 107    | 3      |
| 2011            | Hønefoss        | 1D              | 29         | 1          | CN              | 4               | 0               | -                  | -                  | -                  | -          | -          | -          | 33     | 1      |
| 2012            | Hønefoss        | ES              | 27         | 0          | CN              | 2               | 0               | -                  | -                  | -                  | -          | -          | -          | 29     | 0      |
| 2013            | Hønefoss        | ES              | 26         | 1          | CN              | 3               | 0               | -                  | -                  | -                  | -          | -          | -          | 29     | 1      |
| Totale Hønefoss | Totale Hønefoss | Totale Hønefoss | 82         | 2          |                 | 9               | 0               |                    | -                  | -                  |            | -          | -          | 91     | 2      |
| 2014            | Sogndal         | ES              | 27         | 0          | CN              | 3               | 0               | -                  | -                  | -                  | -          | -          | -          | 30     | 0      |
| Totale          | Totale          | Totale          | 325        | 11         |                 | ?               | ?               |                    | 11                 | 0                  |            | -          | -          | ?      | ?      |

## Palmarès

### Club

#### Competizioni nazionali
- Coppa di Norvegia: 1

Brann: 2004